# Mohammad Al-Bishi
Mohamed Eid Naser Al-Bishi (محمد عيد ناصر البيشي; Gedda, 3 maggio 1987) è un ex calciatore saudita di ruolo difensore.

## Carriera
È stato convocato dalla nazionale saudita per i mondiali 2006 dopo l'infortunio occorso a Mohammed Al-Anbar.